# Milciades Adorno
Milciades Bautista Adorno Aguero (27 gennaio 2005) è un calciatore paraguaiano, attaccante del Pastoreo in prestito dal Guaraní.

## Carriera
Adorno è cresciuto nel settore giovanile del Guaraní, con cui ha debuttato il 1º maggio 2022 nell'incontro di División Profesional pareggiato 2-2 contro il Sol de América. Ha segnato il suo primo gol due settimane dopo firmando il gol del definitivo 2-1 contro il Resistencia. Pochi mesi dopo è stato inserito dal The Guardian nella lista dei 60 migliori calciatori nati dopo il 2005.
Nel 2023 è stato ceduto in prestito allo Sportivo Ameliano per due stagioni.

## Statistiche

### Presenze e reti nei club
Statistiche aggiornate al 27 maggio 2024.
| Stagione        | Squadra           | Campionato      | Campionato | Campionato | Coppe nazionali | Coppe nazionali | Coppe nazionali | Coppe continentali | Coppe continentali | Coppe continentali | Altre coppe | Altre coppe | Altre coppe | Totale | Totale | Totale |
| Stagione        | Squadra           | Comp            | Pres       | Reti       | Comp            | Pres            | Reti            | Comp               | Pres               | Reti               | Comp        | Pres        | Reti        | Pres   | Reti   |        |
| --------------- | ----------------- | --------------- | ---------- | ---------- | --------------- | --------------- | --------------- | ------------------ | ------------------ | ------------------ | ----------- | ----------- | ----------- | ------ | ------ | ------ |
| 2022            | Guaraní           | PD              | 9          | 1          |                 | -               | -               | CL                 | 0                  | 0                  |             | -           | -           | 9      | 1      |        |
| 2023            | Sportivo Ameliano | PD              | 11         | 1          |                 | -               | -               | CS                 | 0                  | 0                  |             | -           | -           | 11     | 1      |        |
| 2024            | Sportivo Ameliano | PD              | 6          | 1          |                 | -               | -               | CS                 | 0                  | 0                  |             | -           | -           | 6      | 1      |        |
| Totale carriera | Totale carriera   | Totale carriera | 26         | 3          |                 | -               | -               |                    | 0                  | 0                  |             | -           | -           | 26     | 3      |        |